# ザ・グレート・アマチュアリズム
「ザ・グレート・アマチュアリズム」（The Great Amateurism）は、日本のヒップホップグループRHYMESTERのメジャー6枚目のシングル。2003年11月19日発売。発売元はキューンレコード。

## 概要
- 今作ではDJ JINもMCとしてラップをしている。
- PV監督は泰太郎。SPACE SHOWER Music Video Awards03においてBEST HIP HOP VIDEOを受賞している。

## 収録曲
1. ザ・グレート・アマチュアリズム(4:05)
作詞：S.Sasaki・D.Sakama・J.Yamamoto、作曲：TOMOYASU TAKEUCHI
2. 911エブリデイ(4:12)
作詞・作曲：S.Sasaki・D.Sakama

## 収録アルバム

### ザ・グレート・アマチュアリズム
- オリジナル『グレイゾーン』（2004年2月4日）
- ベスト『メイドインジャパン〜THE BEST OF RHYMESTER〜』（2007年1月31日）
- オムニバス『「流派-R」TV サウンドトラック(邦楽編)』（2007年11月7日）

### 911エブリデイ
- オリジナル『グレイゾーン』（2004年2月4日）
- ベスト『メイドインジャパン〜THE BEST OF RHYMESTER〜』（2007年1月31日）